# Nässjö
Nässjö je grad i sjedište istoimene općine u središnjme dijelu južne Švedske u županiji Jönköping.

## Stanovništvo
Prema podacima o broju stanovnika iz 2005. godine u gradu živi 16.463 stanovnika.

## Poznate osobe
- Claes-Ingvar Lagerkvist, šve. astronom i otkrivatelj kometa i asteroida

## Vanjske poveznice
- Službene stranice grada grada

### Ostali projekti
|  | Zajednički poslužitelj ima još gradiva o temi Nässjö |